# Кошаркашка репрезентација Грчке
Кошаркашка репрезентација Грчке представља Грчку на међународним кошаркашким такмичењима. Била је европски првак у кошарци 1987. и 2005. године.

## Учешћа на међународним такмичењима

### Олимпијске игре(5)
| Година | Домет            | Ут.              | Доб.             | Изг.             | Позиција         |
| ------ | ---------------- | ---------------- | ---------------- | ---------------- | ---------------- |
| 1952.  | ?                | 3                | 1                | 2                | 17.              |
| 1956.  | Није учествовала | Није учествовала | Није учествовала | Није учествовала | Није учествовала |
| 1960.  | Није учествовала | Није учествовала | Није учествовала | Није учествовала | Није учествовала |
| 1964.  | Није учествовала | Није учествовала | Није учествовала | Није учествовала | Није учествовала |
| 1968.  | Није учествовала | Није учествовала | Није учествовала | Није учествовала | Није учествовала |
| 1972.  | Није учествовала | Није учествовала | Није учествовала | Није учествовала | Није учествовала |
| 1976.  | Није учествовала | Није учествовала | Није учествовала | Није учествовала | Није учествовала |
| 1980.  | Није учествовала | Није учествовала | Није учествовала | Није учествовала | Није учествовала |
| 1984.  | Није учествовала | Није учествовала | Није учествовала | Није учествовала | Није учествовала |
| 1988.  | Није учествовала | Није учествовала | Није учествовала | Није учествовала | Није учествовала |
| 1992.  | Није учествовала | Није учествовала | Није учествовала | Није учествовала | Није учествовала |
| 1996.  | Четвртфинале     | 8                | 5                | 3                | 5.               |
| 2000.  | Није учествовала | Није учествовала | Није учествовала | Није учествовала | Није учествовала |
| 2004.  | Четвртфинале     | 7                | 4                | 3                | 5.               |
| 2008.  | Четвртфинале     | 6                | 3                | 3                | 5.               |
| 2012.  | Није учествовала | Није учествовала | Није учествовала | Није учествовала | Није учествовала |
| 2016.  | Није учествовала | Није учествовала | Није учествовала | Није учествовала | Није учествовала |
| 2020.  | Није учествовала | Није учествовала | Није учествовала | Није учествовала | Није учествовала |
| 2024.  | Четвртфинале     | 4                | 1                | 3                | 8.               |
| Укупно | —                | 28               | 14               | 14               | —                |

### Светска првенства(9)
| Година | Домет                | Ут.              | Доб.             | Изг.             | Позиција         |
| ------ | -------------------- | ---------------- | ---------------- | ---------------- | ---------------- |
| 1986.  | Прва фаза            | 10               | 4                | 6                | 10.              |
| 1990.  | Друга фаза           | 8                | 4                | 4                | 6.               |
| 1994.  | Утакмица за 3. место | 8                | 4                | 4                | 4.               |
| 1998.  | Утакмица за 3. место | 9                | 5                | 4                | 4.               |
| 2002.  | Није учествовала     | Није учествовала | Није учествовала | Није учествовала | Није учествовала |
| 2006.  | Финале               | 9                | 8                | 1                |                  |
| 2010.  | Осмина финала        | 6                | 3                | 3                | 11.              |
| 2014.  | Осмина финала        | 6                | 5                | 1                | 9.               |
| 2019.  | Друга фаза           | 5                | 3                | 2                | 11.              |
| 2023.  | Друга фаза           | 5                | 2                | 3                | 15.              |
| Укупно | —                    | 66               | 38               | 28               | —                |

### Европска првенства(28)
| Година | Домет                 | Позиција         |
| ------ | --------------------- | ---------------- |
| 1949.  | Бергеров систем       |                  |
| 1951.  | Утакмица за 7. место  | 8.               |
| 1953.  | Није учествовала      | Није учествовала |
| 1955.  | Није учествовала      | Није учествовала |
| 1957.  | Није учествовала      | Није учествовала |
| 1959.  | Није учествовала      | Није учествовала |
| 1961.  | Утакмица за 17. место | 17.              |
| 1963.  | Није учествовала      | Није учествовала |
| 1965.  | Утакмица за 7. место  | 8.               |
| 1967.  | Утакмица за 11. место | 12.              |
| 1969.  | Утакмица за 9. место  | 10.              |
| 1971.  | Није учествовала      | Није учествовала |
| 1973.  | Утакмица за 11. место | 11.              |
| 1975.  | Класификациона фаза   | 12.              |
| 1977.  | Није учествовала      | Није учествовала |
| 1979.  | Класификациона фаза   | 9.               |
| 1981.  | Класификациона фаза   | 9.               |
| 1983.  | Утакмица за 11. место | 11.              |
| 1985.  | Није учествовала      | Није учествовала |
| 1987.  | Финале                |                  |
| 1989.  | Финале                |                  |
| 1991.  | Прва фаза             | 5.               |
| 1993.  | Утакмица за 3. место  | 4.               |
| 1995.  | Утакмица за 3. место  | 4.               |
| 1997.  | Утакмица за 3. место  | 4.               |
| 1999.  | Прва фаза             | 16.              |
| 2001.  | Борба за четвртфинале | 9.               |
| 2003.  | Четвртфинале          | 5.               |
| 2005.  | Финале                |                  |
| 2007.  | Утакмица за 3. место  | 4.               |
| 2009.  | Утакмица за 3. место  |                  |
| 2011.  | Четвртфинале          | 6.               |
| 2013.  | Друга фаза            | 11.              |
| 2015.  | Четвртфинале          | 5.               |
| 2017.  | Четвртфинале          | 8.               |
| 2022.  | Четвртфинале          | 5.               |

## Појединачни успеси
- Идеални тим Светског првенства:
  - Теодорос Папалукас (2006)

- Најкориснији играч Европског првенства:
  - Никос Галис (1987)

- Идеални тим Европског првенства:
  - Никос Галис (1983, 1987, 1989, 1991)
  - Фанис Христодулу (1993, 1995)
  - Панајотис Фасулас (1987)
  - Димитрис Дијамантидис (2005)
  - Теодорос Папалукас (2005)
  - Василис Спанулис (2009)
  - Јанис Адетокумбо (2022)